# Têxtil do Punguè
Têxtil do Punguè is een Mozambikaanse voetbalploeg uit Beira. De club werd landskampioen in 1981.

## Erelijst
Landskampioen
1981